# Frank Van De Vijver
Frank Van De Vijver (Bornem, 12 november 1962) is een Belgisch voormalig professioneel wielrenner. Hij reed zijn gehele carrière voor Lotto. Hij werd in 1985 derde op het wereldkampioenschap bij de amateurs.
Frank zijn oom is oud-wielrenner Paul Van De Vijver en daarmee de neef van oud-wielrenster Heidi Van De Vijver.

## Belangrijkste overwinningen
1983
- 2e etappe Ronde van Namen

1984
- 2e etappe Ronde van Chili

1985
- Wereldkampioenschap wielrennen op de weg, Amateurs
- 1e etappe Ronde van Namen
- 3e etappe Ronde van Namen

1986
- Kampioenschap van Vlaanderen

## Resultaten in voornaamste wedstrijden
| Jaar | Ronde van Italië | Ronde van Frankrijk | Ronde van Spanje |
| ---- | ---------------- | ------------------- | ---------------- |
| 1986 |                  |                     |                  |
| 1987 |                  | opgave              |                  |

| Jaar | Milaan-San Remo | Gent-Wevelgem | Ronde van Vlaanderen |
| ---- | --------------- | ------------- | -------------------- |
| 1986 | 45e             |               |                      |
| 1987 |                 | 25e           | 44e                  |